# Três Pontas
Pour les articles homonymes, voir Pontas.
Três Pontas est une municipalité située au sud de Minas Gerais, au Brésil.

## Caractéristiques géographiques
- Superficie : 689,421 kilomètres carrés
- Population : 54 149 (2009)
- Densité : 79,6 hab/km²
- Altitude moyenne : 905 mètres
- Climat tropical d'altitude
- Fuseau horaire UTC-3

## Histoire
La municipalité est fondée par le capitaine Bento Ferreira de Brito, le 15 octobre 1768, et élevé en ville le 3 juillet 1857.
La ville s'est développée autour de la chapelle de Nossa Senhora d'Ajuda, aujourd'hui une église, la plus grande de la ville.

## Maires
| Période | Période | Identité                  | Étiquette | Qualité |
| ------- | ------- | ------------------------- | --------- | ------- |
| 2009    | 2012    | Luciana Ferreira Mendonça | PR        |         |

## Économie
L'économie de la municipalité est formée principalement par la culture du café, dont une grande part de la surface cultivée est occupée par cette culture. Les industries se développent grâce au soutien de la préfecture, avec la création d'un parc industriel.